# Slotspladsen (Aalborg)
Slotspladsen er en ca. 200 meter lang vejstrækning og plads på Aalborg's centrale havnefront. Vejstrækningen forbinder Nyhavnsgade med Strandvejen.
Slotspladsen der beliggende mellem Aalborghus og Limfjorden, har sit navn efter Aalborghus der er opført i 1535. Mellem Slotspladsen og Limfjorden ligger honnørkajen og Slotsparken. På Slotspladsen ligger Utzon Center og blev i 2011 gennemrenoveret i forbindelse med omdannelsen af Aalborg Centrale Havnefront. 